# دیوید گست (ورزشکار)
دیوید گست (انگلیسی: David Guest؛ زادهٔ ۲۲ اوت ۱۹۸۱) ورزشکار هاکی روی چمن اهل استرالیا است.
وی در مسابقات کشوری و بین‌المللی در مجموع برندهٔ ۱ مدال طلا، ۱ مدال نقره، ۱ مدال برنز شده‌است.